# مسييه 103
مسييه 103 أو م103 (بالإنجليزية: Messier 103)‏ هو تجمع نجمي مفتوح يوجد في كوكبة ذات الكرسي. اكتشفه بيير ميشان عام 1781 . وسجل في فهرس مسييه تحت رقم م103.

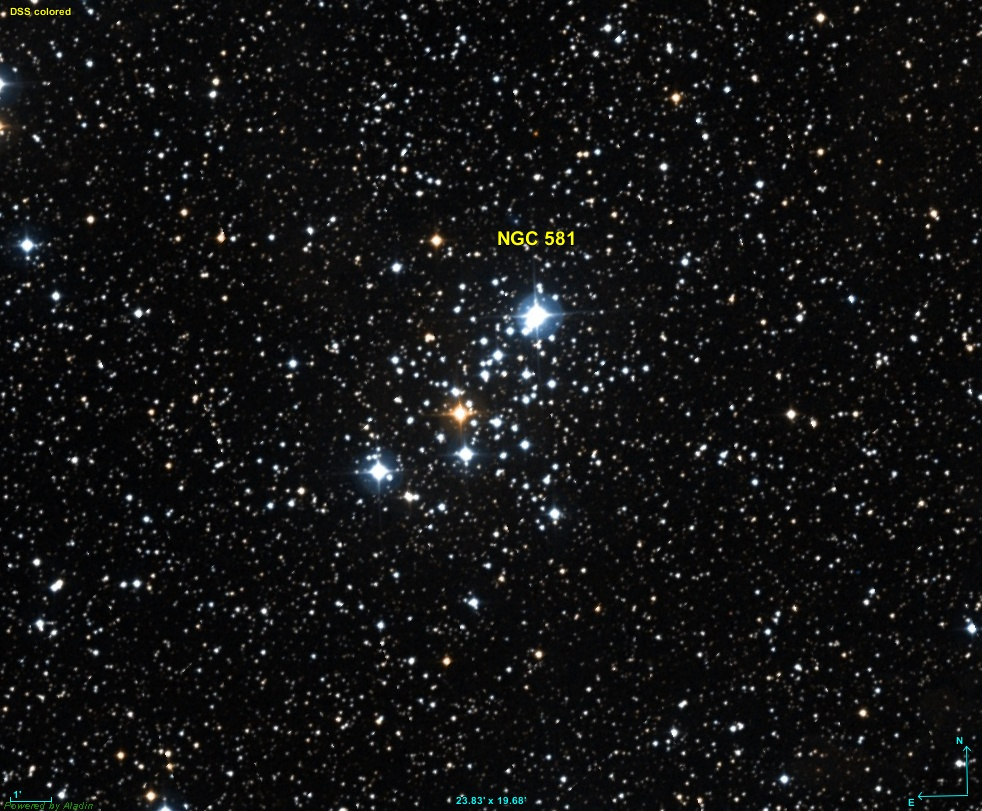
مسييه 103

يبعد التجمع النجمي مسييه 103 نحو 8,000 إلى 9,500 سنة ضوئية من الأرض، ويعتبر م103 هو آخر جرم سماوي يسجله شارل مسييه بنفسه في قائمته.

## خصائص التجمع
- البعد عن الأرض : 8500 سنة ضوئية
- درجة اللمعان : 4و7 قدر ظاهري
- الاتساع الظاهري 0و6 دقيقة قوسية
- يتبع المجرة

## اقرأ أيضا
- نجم
- مجرة
- قزم أبيض
- عملاق أحمر
- الانفجار العظيم
- خط زمني للانفجار العظيم
- نجم نيوتروني
- ثقب أسود

## وصلات خارجية
- موقع الكون
- Open Cluster M103 @ SEDS Messier pages
- Open Cluster M103 @ Skyhound.com
- مسييه 103 على موقع ويكي سكاي: DSS2, SDSS, GALEX, IRAS, Hydrogen α, X-Ray, Astrophoto, Sky Map, Articles and images